# Pitcairnia recurvata
Pitcairnia recurvata är en gräsväxtart som först beskrevs av Michael Joseph François Scheidweiler, och fick sitt nu gällande namn av Karl Heinrich Koch. Pitcairnia recurvata ingår i släktet Pitcairnia och familjen Bromeliaceae. Inga underarter finns listade i Catalogue of Life.